# Hans-Joachim Gottschalk
Hans-Joachim Gottschalk (* 9. August 1943 in Wilhelmshaven) ist ein deutscher Rechtsanwalt und ehemaliger politischer Beamter (CDU). Er amtierte als Staatssekretär in verschiedenen Landesregierungen in Sachsen-Anhalt.

## Biografie
Gottschalk studierte Jura und wurde an der Westfälischen Wilhelms-Universität Münster in diesem Fach 1972 zum Dr. iur. promoviert. Als Student trat er 1963 der katholischen und nichtschlagenden Verbindung AV Alsatia Münster im CV bei. Er ist seit 1965 Mitglied der CDU.
Gottschalk war in der Stadtverwaltung von Wilhelmshaven tätig, wechselte ins niedersächsische Justizministerium und von dort nach Sachsen-Anhalt. Dort war er von 1990 bis 1994 Staatssekretär im Ministerium für Raumordnung, Städtebau und Wohnungswesen und von 2002 bis 2008 im Bau- und Verkehrsministerium.
Im Ruhestand kehrte er in seine Heimat zurück und engagiert sich dort in verschiedenen Vereinen.
| Personendaten    | Personendaten                                   |
| ---------------- | ----------------------------------------------- |
| NAME             | Gottschalk, Hans-Joachim                        |
| KURZBESCHREIBUNG | deutscher Rechtsanwalt und Staatssekretär (CDU) |
| GEBURTSDATUM     | 9. August 1943                                  |
| GEBURTSORT       | Wilhelmshaven                                   |